# Futur (Album)
Futur (englisch für Zukunft) ist das sechste Album des französischen Rappers Booba. Es erschien am 26. November 2012 über das Label Tallac Records. Das Album konnte in einigen französischsprachigen Ländern – vor allem in Frankreich – einen kommerziellen Erfolg verbuchen. Als Gastmusiker waren unter anderem 2 Chainz, Kaaris sowie Rick Ross vertreten.

## Vermarktung
Das Lied Wesh Morray erschien am 6. September 2012 als Promo-Single. Die erste offizielle Single Caramel erschien am 22. September 2012. In den französischen Charts erreichte sie Rang 10. Der Song C'est la vie mit 2 Chainz wurde ab 21. Oktober 2012 verkauft. Am 23. November 2012 wurde die zweite Singleauskopplung Tombé pour elle veröffentlicht, die auf Platz 16 der französischen Charts kam. Am 2. Dezember 2012 erschien das Musikvideo zu Kalash mit Kaaris. Am 1. Februar 2013 folgte ein Video zu Maitre Yoda. Das Lied Jimmy wurde am 17. April 2013 visualisiert. Am 26. Juli 2013 erschien ein Video zu Pirates. Alle Musikvideos wurden von Chris Macari gedreht.

## Produktion
Aufgenommen wurde das Album von 2010 bis 2012. Die Produktions-Prozesse fanden in Studios in Halesworth (England) und Miami (USA) statt. Die Produzenten Therapy steuerten 14 Beats bei. Lediglich Tombé pour elle (MdL), Jimmy (Thomas Join-Lambert, Thomas Broussard) und der Titeltrack Futur (Vader, Melomayne) wurden von anderen Produzenten produziert.

## Titelliste
| #  | Titel           | Gastmusiker | Produzent                             | Länge |
| -- | --------------- | ----------- | ------------------------------------- | ----- |
| 1  | G5              |             | Therapy                               | 1:34  |
| 2  | Maki Sall Music |             | Therapy                               | 4:55  |
| 3  | Wesh Morray     |             | Therapy                               | 4:15  |
| 4  | Tombé pour elle |             | MdL                                   | 3:29  |
| 5  | C'est la vie    | 2 Chainz    | Therapy                               | 4:27  |
| 6  | Pirates         |             | Therapy                               | 3:47  |
| 7  | Caramel         |             | Therapy                               | 4:20  |
| 8  | Kalash          | Kaaris      | Therapy                               | 3:49  |
| 9  | 1.8.7           | Rick Ross   | Therapy                               | 4:30  |
| 10 | O.G.            | Mala        | Therapy                               | 3:48  |
| 11 | Jimmy           |             | Thomas Join-Lambert, Thomas Broussard | 3:17  |
| 12 | Maitre Yoda     |             | Therapy                               | 3:15  |
| 13 | Rolex           | Gato        | Therapy                               | 4:19  |
| 14 | Tout c'que j'ai |             | Therapy                               | 3:43  |
| 15 | 2Pac            |             | Therapy                               | 4:01  |
| 16 | Futur           |             | Vader, Melomayne                      | 3:33  |

iTunes-Bonus-Track:
| #  | Titel         | Gastmusiker | Produzent | Länge |
| -- | ------------- | ----------- | --------- | ----- |
| 17 | Billets verts |             | Therapy   | 2:29  |

## Rezeption
Futur erreichte in Frankreich Platz 4 der Albumcharts und erreichte Platinstatus. In der Schweiz schaffte es Futur auf Rang 14 und in den wallonischen Albumcharts konnte sich das Album auf 5 positionieren.
Die erste Single Caramel erreichte Platz 10 in Frankreich und konnte sich weitere zehn Wochen in den französischen Charts halten.
Tombé pour elle erreichte Rang 16 und hielt sich 8 Wochen in den Charts.

## Wiederveröffentlichung
Futur 2.0
Am 25. November 2013 wurde Futur als Doppel-CD unter dem Titel Futur 2.0 wiederveröffentlicht. Dabei handelte es sich um die Standard-Edition des Futur-Albums sowie neun weitere Lieder auf der CD von Futur 2.0. Zunächst erschienen die Singles Turfu, RTC und Parlons peu. Acht von neun Titel wurden von Therapy produziert. Lediglich der Beat zu RTC stammt von dem US-amerikanischen Produzenten Young Chop.
Inhaltlich fällt Booba durch eine sehr häufige Verwendung von Auto-Tune-Effekten und die daraus resultierenden Gesangs-Passagen auf. Der einzige Gastmusiker auf Futur 2.0 ist Maître Gims von Sexion d’Assaut. Zunächst hatten, fälschlicherweise, angebliche Features von Waka Flocka Flame, Rim'K oder Rihanna für Gerüchte gesorgt. Abgesehen von den drei zuvor veröffentlichten Singleauskopplungen Turfu, RTC und Parlons peu konnten sich auch die Lieder A.C. Milan sowie T.L.T. in den französischen Singlecharts platzieren. Zu den Songs Turfu, RTC, Parlons peu und Une vie wurden von Chris Macari Videos gedreht.
Titelliste
1. 2.0
2. A.C. Milan
3. Turfu
4. Une vie
5. Parlons peu
6. RTC
7. Longueur d'avance (feat. Maître Gims)
8. T.L.T
9. Billets Vert